# Ханкова
Ханкова (слч. Hanková) насељено је мјесто са административним статусом сеоске општине (слч. obec) у округу Рожњава, у Кошичком крају, Словачка Република.

## Становништво
| Година:    | 1994. | 2004.    | 2014.    | 2024.   |
| ---------- | ----- | -------- | -------- | ------- |
| Број људи: | 73    | 55       | 83       | 78      |
| Разлика:   |       | -24,65 % | +50,90 % | -6,02 % |

| Година:    | 2023. | 2024.   |
| ---------- | ----- | ------- |
| Број људи: | 79    | 78      |
| Разлика:   |       | -1,26 % |

Према подацима о броју становника из 2011. године насеље је имало 62 становника.